# Bis aufs Messer
Bis aufs Messer (Originaltitel The Skin Game) ist ein britisches Filmdrama des Regisseurs Alfred Hitchcock von 1931. Er basiert auf einem Theaterstück des Literaturnobelpreisträgers John Galsworthy, das von Alfred Hitchcock und seiner Frau Alma Reville adaptiert wurde.

## Handlung
Bis aufs Messer erzählt vom Streit zwischen einer alteingesessenen Adelsfamilie und einer neureichen Industriellenfamilie um ein Stück Land, auf dem eine Fabrik entstehen soll. Der Konflikt entzweit nicht nur die Familien, sondern führt zur Aufdeckung dunkler Geheimnisse und zu einer Familientragödie.

## Hintergrund
Bis aufs Messer ist eine Auftragsarbeit für Hitchcocks damalige Produktionsfirma British International Pictures. Grundlage ist John Galsworthys 1920 erschienenes sozialkritisches Theaterstück The Skin Game, so auch der Originaltitel des Films. Das Stück handelt von zwei Familien, die sich um ein Stück Land streiten – die eine alter Landadel, die andere neureiche Unternehmer. Mit skin game wird im Englischen umgangssprachlich eine Betrügerei oder ein arglistiger Betrug beim Glücksspiel bezeichnet.
Hitchcocks Interesse an dem Stoff war gering, da er erkannte, dass das dialoglastige Stück seine kreativen Möglichkeiten stark beschränkte. Daher brachte er die Aufgabe schnell hinter sich. Das Drehbuch schrieb er zusammen mit seiner Frau Alma, wobei er sich eng an die Vorlage hielt. Die Dreharbeiten selbst nutzte Hitchcock einmal mehr als Fingerübung. Viele Szenen nahm er mit vier Kameras gleichzeitig auf. Während der Proben bot er den Schauspielern eine viel lebhaftere Rollendarstellung, als diese später auf der Leinwand zeigten, wie sich der Schriftsteller Rodney Ackland später erinnerte. Nur wenige Szenen des fertigen Films bleiben als Hitchcock-typisch in Erinnerung: Eine Selbstmordszene im See und eine Versteigerung, bei der die beiden Familien den Preis wechselseitig in die Höhe treiben.
Der Hauptdarsteller Edmund Gwenn spielte in drei weiteren Filmen Hitchcocks in für diesen ganz unterschiedlichen Schaffensphasen und mit auffallend großem zeitlichen Abstand mit: 1940 in Der Auslandskorrespondent, 1942 in Saboteure und 1956 in Immer Ärger mit Harry.
Der Film war trotz Hitchcocks Desinteresse ein relativ großer Erfolg, möglicherweise aufgrund der Tatsache, dass John Galsworthy, der auch die Forsythe-Saga schrieb, seinerzeit sehr populär war. Gegenüber Truffaut erklärte Hitchcock 1962: „Ich habe mir das Thema nicht ausgesucht und ich habe auch nichts dazu zu sagen.“

## Kritiken
“Mr. Galsworthy’s narrative is bound to enlist one’s attention, but Mr. Hitchcock, who is responsible for the adaptation as well as the direction, cannot be said to have accomplished either task in a fashion the subject deserves.”

„Mr. Galsworthys Geschichte erheischt unsere Aufmerksamkeit, aber von Mr. Hitchcock, der sowohl für die Adaption als auch für die Regie verantwortlich ist, kann man nicht sagen, er habe auch nur eine dieser Aufgaben in einer Weise bewältigt, die das Thema verdient hätte.“